# غلين فيرغسون
جلين دبليو فيرغسون (بالإنجليزية: Glenn W. Ferguson)‏ (و. 1929 – 2007 م)هو دبلوماسي من الولايات المتحدة الأمريكية . ولد في سيراكيوز، نيويورك .
توفي في سانتا فيه، نيومكسيكو .بسبب سرطان الموثة .

## التعليم
تعلم في جامعة بيتسبرغ، وجامعة كورنيل.